# Phonapate deserti
Phonapate deserti is een keversoort uit de familie boorkevers (Bostrichidae). De wetenschappelijke naam van de soort is voor het eerst geldig gepubliceerd in 1891 door Semenow.